# 148P/Anderson-LINEAR
148P/Anderson-LINEAR è una cometa periodica appartenente alla famiglia delle comete gioviane.

## Storia della scoperta
Inizialmente la cometa è stata scoperta per una serendipità, ossia una scoperta fatta mentre si cercava altre cose; in questo caso l'astronoma Jean Hales Anderson dell'Università del Minnesota, mentre stava esaminando lastre fotografiche riprese il 22-25 novembre 1963 per cercare stelle con grande moto proprio, scoprì una cometa. La cometa fu denominata 1963 IX Anderson, ma poiché fu scoperta troppo tempo dopo la ripresa delle lastre, non fu possibile determinare se la cometa era periodica o non periodica. Il 24 settembre 2000 il programma di ricerca astronomica LINEAR scopriva un oggetto che venne ritenuto un asteroide e come tale denominato 2000 SO 253: nel novembre 2000 ci si rese conto che in effetti l'oggetto era una cometa e quindi venne ridenominato P/2000 SO253 LINEAR. Nel dicembre 2000 l'astronomo giapponese Syuichi Nakano identificava la cometa P/2000 SO253 LINEAR con la 1963 IX Anderson. 
Essendo stata osservata a due differenti passaggi al perielio la cometa è stata numerata.

## Particolarità orbitali
Particolarità della cometa è di avere una piccola MOID col pianeta Giove. Questa caratteristica comporta che la cometa può passare vicino a Giove potendo così subire anche grandi alterazioni della sua orbita: i prossimi passaggi ravvicinati accadranno l'8 marzo 2092 quando i due corpi celesti arriveranno a sole 0,171 U.A. di distanza e il 22 novembre 2186 quando perverranno a sole 0,197 U.A. Un precedente passaggio, a 0,105 U.A., avvenne il 13 agosto 1961: questo passaggio ha modificato l'orbita seguita in precedenza dalla cometa e l'ha immessa in quella attuale permettendo così la sua scoperta al successivo passaggio al perielio del 1963.